# Eugen Lechner
Eugen Lechner (* 5. Juni 1903 in Oldesloe; † 23. September 1971) war ein deutscher Politiker (SPD).
Er war von 1953 bis 1962 Stellvertretender Vorsitzender der SPD-Fraktion im Landtag von Schleswig-Holstein.

## Ausbildung und Beruf
Nach dem Besuch der Volksschule trat Lechner in den Dienst der Post ein. Später wurde er kaufmännischer Angestellter. Danker und Lehmann-Himmel charakterisieren ihn in ihrer Studie über das Verhalten und die Einstellungen der Schleswig-Holsteinischen Landtagsabgeordneten und Regierungsmitglieder der Nachkriegszeit in der NS-Zeit als Protagonisten der Arbeiterbewegung und als „oppositionell-gemeinschaftsfremd“.
Seit 1955 war er hauptamtlicher Stadtrat in Neumünster.

## Familie
Lechner war verheiratet und hatte ein Kind.

## Partei
Lechner war seit 1924 Mitglied der SPD, ab 1930 auch im Reichsbanner Schwarz-Rot-Gold, für das er auch hauptamtlich arbeitete. Nach 1945 wurde er Vorsitzender des SPD-Kreisverbandes Eckernförde. Später wurde er auch Mitglied des Landesvorstandes in Schleswig-Holstein.

## Abgeordneter
Lechner gehörte bis 1955 dem Stadtrat von Eckernförde und dem Kreistag des Kreises Eckernförde an.
Von 1946 bis 1962 war Lechner Mitglied des Landtages von Schleswig-Holstein. Hier war er vom 20. Dezember 1946 bis zum 31. Mai 1950 Vorsitzender des Ausschusses für Volkswohlfahrt. Daneben war er ab dem 20. Dezember 1946 stellvertretender Vorsitzender und anschließend vom 8. Mai 1947 bis zum 31. Mai 1950 Vorsitzender des Ausschusses für Entnazifizierung.
Lechner war vom 3. Oktober 1953 bis zu seinem Ausscheiden aus dem Landtag stellvertretender Vorsitzender der SPD-Fraktion.
Vom 21. Februar 1955 bis zum 1. Februar 1956 war er erneut Vorsitzender des Ausschusses für Volkswohlfahrt und schließlich vom 4. November 1958 bis zum 21. Dezember 1960 stellvertretender Vorsitzender des Finanzausschusses des Landtages.
Lechner war 1947 direkt gewählter Abgeordneter des Wahlkreises Eckernförde, 1958 des Wahlkreises Neumünster und ist sonst stets über die Landesliste in den Landtag eingezogen.

## Öffentliche Ämter
Vom 19. Juni bis zum 29. August 1947 war Lechner Parlamentarischer Vertreter des Ministers für Wohlfahrt, Arbeit und Gesundheitswesen.

## Veröffentlichungen
- Möglichkeiten einer deutsch-französischen Verständigung, 1931.
- Tatkraft, Vertrauen, Arbeit (Der Lebenswille einer Stadt), 1949.